# Житкавички рејон
Житкавички рејон (блр. Жыткавіцкі раён; рус. Житковичский район) административна је јединица другог нивоа у крајњем западном делу Гомељске области у Републици Белорусији.
Административни центар рејона је град Житкавичи.

## Географија
Житкавички рејон обухвата територију површине 2.916,27 км² и на 2. је месту по површини у Гомељској области. Граничи се са Петрикавским и Лељчицким рејонима Гомељске области на истоку и југу, те са Столинским и Лунинечким рејонима Брестске области на западу и Љубањским и Салигорским рејонима Минске области на северу.
Рељеф рејона је низијски са просечним надморским висинама између 120 и 145 метара (максимално до 184,1 м), а око 14% територије заузимају реке, језера и мочваре. Најважнији водоток је река Припјат са својим притокама Случем и Ствигом. У северном делу рејона налази се највеће језеро Гомељске области Чирвонаје.
Око 56% територије је под шумама.
Од природних богатстава постоје значајније наслаге уљних шкриљаца (1,181 милијарда тона), каменог угља, грађевинског камена, каолина (17,7 милиона тона), поташе (1,4 милијарде тона) и тресета (126,7 милиона тона), а постоје и скромније резерве ретких метала.
Јужни део рејона налази се под управом националног парка Припјатски.

## Историја
Рејон је основан 17. јула 1924, а у садашњим границама је од 1962. године.
Подручја рејона је претрпело велике штете од нуклеарне хаварије у Чернобиљу 1986. године због које су велике површине биле загађене високим дозама радиоактивног зрачења.

## Демографија
Према резултатима пописа из 2009. на том подручју стално је било насељено 40.838 становника или у просеку 14 ст/км².
Основу популације чине Белоруси (95,1%), Руси (2,7%), Украјинци (1,09%) и остали (1,11%).
Административно рејон је подељен на подручје градова Житкавичи (који је уједно и административни центар рејона) и Турав, и на 12 сеоских општина. На целој територији рејона постоји укупно 109 насељених места.

## Саобраћај
Саобраћајну инфраструктуру чине железница Брест—Гомељ, и друмски правци M10 Кобрин—Гомељ, P88 Житкавичи—Давид Гарадок—Столин—граница Украјине, P128 Турав—Лељчици—Слевечне. Преко територије рејона пролази и једна деоница аутопута P23 Минск—Микашевичи.
Река Припјат је пловна у овом делу тока.